# Brachytheciella
Brachytheciella là một chi rêu trong họ Brachytheciaceae.